# Партия общих сионистов
Партия общих сионистов (ивр. ציונים כלליים‎) — израильская центристская политическая партия, действовавшая с 1931 по 1965 гг. Правое её крыло стало одной из составляющих Либеральной партии, затем — блока «ГАХАЛ», а в последующем, и современной партии Ликуд.

## Предыстория
Термин «Общий сионизм» изначально относился к идеологии большинства состава Всемирной Сионистской организации (ВСО), которое не присоединилось к определённой партии или фракции, и осталось только в рядах сионистской организации соответствующей страны.
В 1922 году, на фоне раскола между социалистическим и ревизионистским течениями в сионизме, эти «неприсоединившиеся» группы и индивидуалы создали «Организацию Общих сионистов» как неидеологизированную фракцию внутри ВСО.
Однако, со временем, термин «Общие сионисты» стал ассоциироваться с либеральными европейскими евреями среднего класса, сторонниками частной собственности и капитализма. Созданный в 1931 году «Всемирный союз общих сионистов», к 1945 году разделился на две фракции в соответствии с их происхождением, экономическим положением и позицией на рынке труда: «Общие сионисты»-«А» и «Общие сионисты»-«Б», и соответственно — на две профсоюзные организации: «Хистадрут» и «Иргун ха-овдим ха-ционим ха-клалиим» («Организация трудящихся общих сионистов»).
В 1935 году «Организация Общих сионистов» начала издание ежедневной газеты «ха-Бокер» (ивр. הבוקר‎ — утро). В первые 10 лет издания её редактором был Перец Бернштейн. Газета прекратила своё существование в 1965 году.

## Политическая деятельность после создания государства Израиль
В 1948 году «Общие сионисты»-«А», совместно с «Ха-Овед ха-циони» и организацией «Алия ха-хадаша» репатриантов из Германии, учредили «Прогрессивную партию», а «Общие сионисты»-«Б» — партию «Общие сионисты».
Обе эти партии вошли в состав Временного правительства, сформированного Давидом Бен-Гурионом 14 мая 1948 года после провозглашения государства Израиль. Прогрессивная партия входила также в состав последующих правительств Бен-Гуриона. Партия «Общие сионисты» впоследствии сдвинулись в правую часть политического спектра страны, не признав гегемонии партии «МАПАЙ» и других социалистических сионистских движений.
На выборах в Кнессет 1-го созыва, прошедших в начале 1949 года, партия «Общих сионистов» набрала 5,2 % голосов избирателей и получила 7 мандатов, но не была включена ни в одно из коалиционных правительств Давида Бен-Гуриона.
На выборах в Кнессет 2-го созыва, прошедших в августе 1951 года, партия получила 20 мандатов, став второй по величине после «МАПАЙ». Вскоре после выборов партия стала ещё больше после того, как к ней присоединились партия сефардских и восточных евреев и Ассоциация выходцев из Йемена (один из депутатов Ассоциации покинул партию накануне конца сессии).
Хотя на выборах в Кнессет 3-го созыва (1955 год) партия Общих сионистов получила только 13 мандатов, и не была включена в коалицию, сформировавшую 3-е израильское правительство, она вошла в 4-й его состав, после того, как Бен-Гурион исключил из правительственной коалиции ультраортодоксальные партии Агудат Исраэль и Поалей Агудат Исраэль в результате конфликта по вопросу религиозного образования.
«Общие сионисты» также приняли участие в работе 5-го правительства Моше Шарета, но не вошли в 6-й его состав.
Последующее снижение до 8-ми мандатов на выборах в Кнессет 4-го созыва в 1959 году и исключение из правительственной коалиции, заставили руководство партии изменить свою стратегию, и в последующем было принято решении о её слиянии с «Прогрессивной партией», имевшей 6 мандатов. 8 мая 1961 года на их базе была создана «Либеральная партия». Тем не менее «Общие сионисты» способствовали падению правительства в 1961 году, подав вместе с блоком «Херут» вотум недоверия в связи с делом Лавона.
На досрочных выборах в Кнессет 5-го созыва, прошедших 15 августа 1961 года, партия получила 17 мест, столько же, сколько и партия «Херут» под руководством Менахема Бегина. Суммарное количество мандатов от этих партий было вторым по величине после партии «МАПАЙ» (42 места) под руководством Давида Бен-Гуриона.
В 1965 году руководство Либеральной партии и движения «Херут» провело переговоры по возможному их объединению. Семь её депутатов, в основном от бывшей «Прогрессивной партии», во главе с первым министром юстиции Израиля Пинхасом Розеном, не согласились с таким решением и создали 16 марта 1965 года новую партию «Независимых либералов». 25 мая 1965 года оставшаяся часть Либеральной партии (в основном, бывшие «Общие сионисты») объединилась с «Херутом» в блок «ГАХАЛ» (сокращение от Блок Херут-Либералы ивр. גוש חרות - ליברלים‎) под руководством М. Бегина, хотя обе стороны продолжали функционировать до конца каденции кнессета как независимые фракции.
Блок «ГАХАЛ» в последующем стал основой для создания современной партии Ликуд.